# Tehama County
Tehama County je okres ve státě Kalifornie v USA. K roku 2010 zde žilo 63 463 obyvatel. Správním městem okresu je Red Bluff. Celková rozloha okresu činí 7 672,2 km².

## Sousední okresy
| Růžice kompasu |                  | Shasta County             |               | Růžice kompasu |
| Růžice kompasu | Trinity County   | Sever                     | Plumas County | Růžice kompasu |
| Růžice kompasu | Trinity County   | Tehama County             | Plumas County | Růžice kompasu |
| Růžice kompasu | Trinity County   | Jih                       | Plumas County | Růžice kompasu |
| Růžice kompasu | Mendocino County | Glenn County Butte County |               | Růžice kompasu |